# 爱子公主 (玫瑰品种)

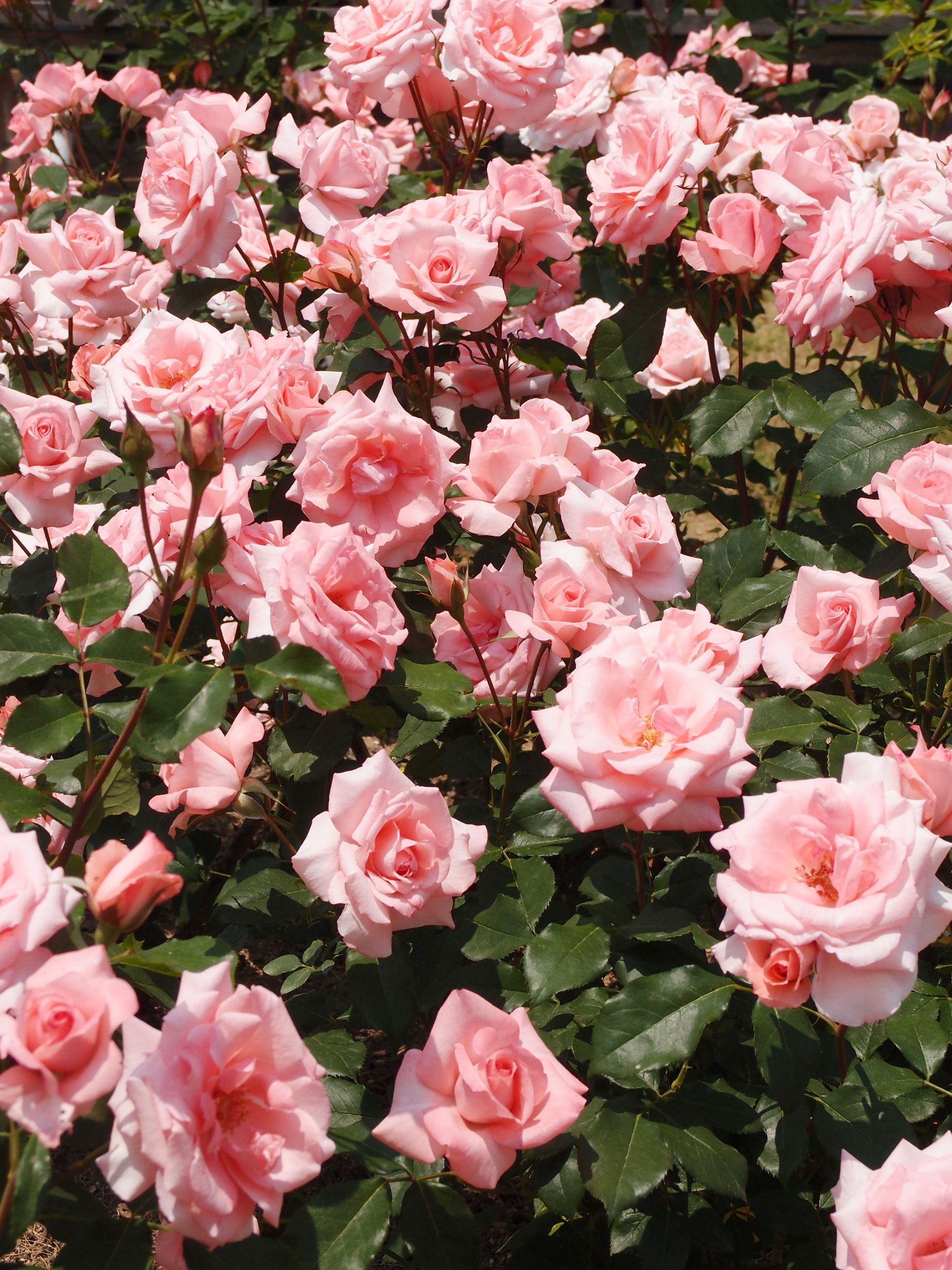
爱子公主

爱子公主（法語： 日语：プリンセスアイコ）是一种玫瑰品种。
该品种是在2002年由京成玫瑰园艺在日本培育的 。在此之前，它已经在2001年的日本玫瑰会国际大赛中获得了铜奖。这个名称是为了庆祝敬宮爱子内亲王的诞生而命名的。  。它的特点是花朵呈现出丰富的鲑鱼粉红色。
关于品种名称，根据產經新聞北村博子的调查，截至2020年，命名此玫瑰的人已经退休，而培育这种玫瑰的人已经去世。 。

## 脚注
1. ↑  フランス語での発音はプランセス
2. 1 2  プリンセス アイコ（河津巴葛蒂爾公園HP） （页面存档备份，存于）、2010-07-18閲覧。
3. 1 2  松崎敏彌（監修）. 天才工房 , 编.  初版第1刷. 東邦出版. 2004: 115. ISBN 4-8094-0353-X.
4. ↑  . 産経新聞. 2020-10-08  [2022-05-19]. （原始内容存档于2022-05-19）.